# Planes 2
Pour les articles homonymes, voir Planes et Les Avions.
Série Planes
Planes
(2013) Cars 3
(2017)
Pour plus de détails, voir Fiche technique et Distribution.
Planes 2, ou Les Avions : Les Pompiers du ciel au Québec (Planes: Fire & Rescue), est le 130e long-métrage d'animation des studios Disney. Réalisé par Roberts Gannaway et sorti en 2014, c'est une série dérivée de la franchise de Pixar, Cars, et le second volet d'une duologie après Planes (2013).
Le film suit Dusty Crophopper qui est un petit avion épandeur au destin extraordinaire : il est célèbre dans le monde entier pour avoir gagné plusieurs prestigieux rallyes. Malheureusement, lors d'un de ses entraînements, sa boîte de vitesses se casse, l'empêchant de voler à pleine vitesse et compromettant ses prochaines courses. En atterrissant dans son petit aéroport, il déclenche accidentellement un incendie. Le camion de pompier tarde à intervenir et il faudra finalement renverser le château d'eau pour venir à bout des flammes. Peu après, un inspecteur vient interroger le camion et décrète que l'aéroport doit fermer car il n'est pas aux normes incendie, alors qu'il est sur le point d'accueillir tout une foule pour faire la promotion de la prochaine course de Dusty. À ce moment-là, Dusty décide d'arrêter les courses et de se rendre à un stage de pompier du ciel au parc national de Piston Peak, dans le but d'obtenir un brevet lui permettant d'assurer la pérennité de son petit aéroport. Il y fera la connaissance de Blade Ranger, le chef, hélicoptère très sévère, Dipper, un bombardier d'eau (un Canadair CL-215), Windlifter, un hélicoptère ancien bûcheron capable de transporter de lourdes charges, et Cabbie, ancien avion militaire qui largue des pompiers parachutistes (Pomme de Pin, Avalanche, Blackout, Dynamite, et Drip).

## Synopsis
Depuis qu'il a remporté le Grand Rallye du Tour du Ciel et battu son rival Ripslinger dans le premier film, Dusty Crophopper a une carrière réussie en tant que coureur. Malheureusement, la boîte de vitesses de son moteur est endommagée, car Dusty exploite régulièrement le moteur au-delà de ses limites de conception. Avec ce modèle particulier de boîte de vitesses, maintenant hors production et disponible nulle part, la mécanicienne, Dottie, adapte une puce lumineuse à son panneau de contrôle pour s'assurer qu'il n'endommage plus sa boîte de vitesses. Ne pouvant plus courir et à être confronté à la possibilité de retourner dans son ancien travail d'épandeur, Dusty fait un vol une nuit et teste ses limites. En le faisant, Dusty dépasse ses limites, perd le contrôle fait un atterrissage forcé à l'aéroport de Propwash Junction, atterri sur la station service sans dégâts mais la station explose provoquant un incendie.
Les habitants ont éteint le feu avec quelques difficultés, mais l'accident conduit l'inspecteur du gouvernement Ryker à condamner l'aéroport pour le personnel de lutte contre l'incendie inadéquat. Affligé par son insouciance, Dusty propose de faire une formation pour être certifié pompier afin de respecter les règlements nécessaires pour rouvrir l'aéroport. À cette fin, Dusty se rend au Piston Peak National Park où il rencontre un équipage de secours sous le commandement d'un hélicoptère nommé Blade Ranger. Le leader d'une unité efficace, Blade n'est pas impressionné par le petit nouveau venu et la formation de Dusty s'avère être un défi difficile à relever.
Maru, le mécanicien de l'équipe, remplace le train d'atterrissage original de Dusty avec deux flotteurs équipés de roues rétractables pour son nouveau rôle de pompier. Pendant la formation, Dusty apprend que Blade était autrefois un acteur qui a joué un hélicoptère de police dans la série télévisée CHoPs. Plus tard, Dusty est dévasté par un appel de ses amis à Propwash Junction lui apprenant que toutes les tentatives de trouver une boîte de vitesses de remplacement ont échoué et que sa carrière de course est terminée.
La foudre d'un orage sur une forêt près de Piston Peak provoque plusieurs incendies ponctuels qui s'unissent dans un feu de forêt sérieux. L'équipe le combat et semble l'avoir éteint, mais plus tard, lors de la grande réouverture de la loge du parc, les invités VIP volent trop bas et font des tourbillons d'air qui ravivent les braises, créant un grand incendie et forçant ainsi l'évacuation .
Une manœuvre risquée de Dusty au milieu du grand feu retarde l'intervention de Blade et les choses empirent lorsque Dusty fait un atterrissage forcé dans une rivière et est balayé par les courants avec Blade essayant de l'extraire des flots. Finalement sur terre, Dusty avoue son handicap physique et Blade conseille à Dusty de ne pas abandonner. Ils s'abritent dans une mine abandonnée pendant que le feu passe. La situation est compliquée dans la mesure où Blade a également subi des dommages en protégeant Dusty du feu et est temporairement cloué au sol pour réparations. Alors que Blade se rétablit, Dusty apprend de Maru que la co-star de Blade, Nick Lopez, de CHoPs a été tuée lors d'une cascade et que Blade n'a pu le sauver, alors il a décidé de devenir un pompier pour sauver des vies réellement.
Le surintendant du parc national, Cad Spinner, détourne tout l'approvisionnement en eau vers les gicleurs de toit de son hôtel pour éviter qu'il ne brûle, ce qui empêche les pompiers de se ravitailler en retardateurs de flammes pour leurs propres tâches. Avec seulement leurs charges de réservoir restantes, les pompiers parviennent à aider les évacués à échapper au feu tandis que Dusty est averti que deux campeurs âgés nommés Harvey et Winnie, qu'il a rencontrés plus tôt, sont piégés sur un pont brûlant dans la zone d'incendie. Il vole sur les lieux et est forcé de pousser son moteur au maximum pour gravir une cascade et remplir ses réservoirs d'eau à larguer pour sauver les campeurs, car la seule autre eau de surface à proximité est une rivière trop sinueuse et rocheuse. Pendant ce temps, Blade arrive et aide Harvey et Winnie en tenant le pont. Dusty largue avec succès l'eau et éteint le feu, ce qui permet aux campeurs de s'échapper juste avant que le pont ne s'effondre, mais alors que Blade félicite Dusty, la boîte de vitesses surchargée de ce dernier explose et son moteur s'arrête. Il essaie de glisser à travers les branches d'arbres pour atterrir en toute sécurité, mais un de ses flotteurs finit par frapper un des arbres et il s'écrase (pour la deuxième fois) au sol.
Inconscient et dans un état pitoyable, Dusty est remonté à la base par widlifter où il se réveille cinq jours plus tard pour apprendre qu'Old Jammer est maintenant responsable du parc. Maru lui dit que non seulement sa boîte de vitesses a été entièrement réparée, mais aussi  qu'il a construit une boîte de vitesses renforcée et personnalisée pour que son moteur puisse à nouveau exploiter toute sa puissance. Impressionné par les compétences et l'héroïsme de Dusty, Blade le certifie en tant que pompier. Propwash Junction est rouvert grâce à Dusty assumant son devoir en tant que pompier, célébré avec un spectacle aérien avec ses nouveaux collègues de Piston Peak. Par-contre, Dusty n'abondonne pas la course et continue de le faire. Il a été pompier seulement quelque instants pour aider ses amis mais il continue de faire de la course.
Scène post-générique
La mauvaise conduite de Cad a entraîné sa rétrogradation et la réaffectation comme garde forestier du parc dans la Vallée de la Mort.

## Fiche technique
- Titre original : Planes: Fire & Rescue
- Titre français : Planes 2
- Titre québécois : Les Avions : Les Pompiers du ciel
- Réalisation : Roberts Gannaway
- Scénario : Jeffrey M. Howard
- Musique : Mark Mancina
- Direction artistique : Toby Wilson
- Montage : Jeremy Milton
- Production exécutive : John Lasseter
- Sociétés de production : DisneyToon Studios, Walt Disney Pictures, Prana Studios
- Société de distribution : Walt Disney Pictures
- Pays d'origine :  États-Unis
- Langue originale : anglais
- Format : couleurs - 2,35:1 - Dolby Atmos
- Durée : 83 minutes
- Dates de sortie :
  - États-Unis / Canada : 18 juillet 2014
  - France / Belgique : 23 juillet 2014

## Distribution

### Voix originales
- Dane Cook : Dusty Crophopper
- Ed Harris : Blade Ranger
- Julie Bowen : Lil' Dipper
- Wes Studi : Windlifter
- Dale Dye : Cabbie
- Curtis Armstrong : Maru
- Hal Holbrook : Mayday
- John Michael Higgins : Cad Spinner
- Regina King : Dynamite
- Bryan Callen : Avalanche
- Matt Jones : Drip
- Fred Willard : le ministre de l'intérieur
- Jerry Stiller : Harvey
- Anne Meara : Winnie
- Erik Estrada : Nick 'Loop' n 'Lopez
- Barry Corbin : Ol' Jammer
- Kevin Michael Richardson : Ryker
- Patrick Warburton : Pulaski
- Brad Garrett  : Chug
- Teri Hatcher  : Dottie
- Cedric the Entertainer: Leadbottom
- Stacy Keach  : Skipper
- Danny Mann : Sparky

### Voix françaises
- Fred Testot : Dusty Crophopper
- Philippe Catoire : Blade Ranger
- Audrey Lamy : Lil' Dipper
- Gérard Darier : Maru
- David Krüger : Cad Spinner
- Serge Biavan : Cabbie
- Jean-François Garreaud : Mayday
- Saïd Amadis : Windlifter
- Frantz Confiac : Chug
- Marika Duchesnay : Dottie
- Michel Vigné : Skipper
- Pascal Casanova : Leadbottom
- Emmanuel Garijo : Sparky
- Michel Ruhl : le ranger Jammer
- Emmanuelle Rivière : Dynamite
- Donald Reignoux : Drip
- Christine Delaroche : Winnie
- Achille Orsoni : Harvey
- Michel Dodane : le ministre de l'intérieur
- Gilles Morvan : Ryker
- Philippe Dumond : Pulaski
- Patrick Poivey : Nick "Loopin" Lopez (personnage de la série Chops)

Source : Version française sur AlloDoublage

### Voix québécoises
- Maël Davan-Soulas : Dusty Crophopper
- Sylvain Hétu : Blade Ranger
- Éveline Gélinas : Lil' Dipper
- François Sasseville : Maru
- Alexis Lefebvre : Cad
- Hubert Fielden : Mayday
- Mario Desmarais : Windlifter
- Benoît Rousseau : Chug
- Catherine Brunet : Dottie
- Guy Nadon : Skipper
- Fayolle Jean Jr. : Leadbottom
- Benoît Éthier : Sparky
- Bernard Fortin : Ol' Jammer
- Hélène Mondoux : Dynamite
- Johanne Garneau : Winnie
- Jean-Marie Moncelet : Harvey
- Olivier Visentin : Drip
- Jean-Luc Montminy : Secrétaire de l'intérieur
- Jacques Lavallée : Cabbie
- Justine Dufour-Lapointe : Pomme de pin
- Chloé Dufour-Lapointe et Maxime Dufour-Lapointe : Voix additionnelles

## Production
Le 6 juin 2014, Disney annonce des animations au El Capitan Theatre du 18 juillet au 20 août à l'occasion de la sortie de Planes: Mission Canadair. Le 4 juillet, Disney annonce présenter le film Planes 2 en avant-première au meeting aérien de Sunderland.
Le 11 août, DisneyToon Studios licencie 17 des 60 postes à temps plein en raison des mauvais résultats de Planes 2 après deux vagues de départs en 2013, résultat estimés à 90 millions à l'international, loin des 220 millions du premiers opus.

## Accueil

### Accueil critique
Sur l'agrégateur américain Rotten Tomatoes, le film récolte 44 % d'opinions favorables pour 93 critiques. Sur Metacritic, il obtient une note moyenne de 48⁄100 pour 29 critiques.
En France, le site Allociné propose une note moyenne de 3,2⁄5 à partir de l'interprétation de critiques provenant de 18 titres de presse.